# گایزینگ
گایزینگ (به آلمانی: Geising) یک منطقهٔ مسکونی در آلمان است که در آلتنبرگ واقع شده‌است.
 گایزینگ  ۳٬۱۴۵ نفر جمعیت دارد.